# 八手村
八手村（やつでむら）は、かつて新潟県三島郡にあった村。

## 沿革
- 1889年（明治22年）4月1日 - 町村制施行に伴い三島郡相田村、常楽寺村、小木村、船橋村、稲川村、田中村、市野坪村、豊橋村が合併し、八手村が発足。
- 1901年（明治34年）11月1日 - 三島郡西越村、中越村と合併し、西越村を新設して消滅。